# Rafał Lasocki
Rafał Lasocki (ur. 2 lipca 1975 w Ostrowcu Świętokrzyskim) – polski piłkarz grający na pozycji obrońcy oraz trener. Wychowanek KSZO Ostrowiec Św. W 2022 roku jeden z członków sztabu szkoleniowego seniorskiej reprezentacji Polski u boku Czesława Michniewicza, w trakcie baraży do finałów MŚ, Ligi Narodów oraz finałów Mistrzostw Świata w Katarze. 
Posiada licencję trenerską UEFA PRO.
Występował  w takich zespołach jak KSZO Ostrowiec Św, Lech Poznań, Dyskobolia Grodzisk Wielkopolski, Zawisza Bydgoszcz SA, Wisła Płock czy Śląsk Wrocław.

## Reprezentacja Polski
Rafał Lasocki rozegrał także trzy mecze w reprezentacji Polski. Zadebiutował w niej 14 lutego 2003 w wygranym 3:0 spotkaniu z Macedonią, w którym strzelił jedną z bramek. Wystąpił również w pojedynkach z Belgią oraz Stanami Zjednoczonymi.
| Mecze i gole w reprezentacji | Mecze i gole w reprezentacji | Mecze i gole w reprezentacji | Mecze i gole w reprezentacji | Mecze i gole w reprezentacji | Mecze i gole w reprezentacji | Mecze i gole w reprezentacji |
| #                            | Data                         | Miasto                       | Przeciwnik                   | Gol                          | Wynik                        | Rozgrywki                    |
| ---------------------------- | ---------------------------- | ---------------------------- | ---------------------------- | ---------------------------- | ---------------------------- | ---------------------------- |
| 1.                           | 14.02.2003                   | Split                        | Macedonia Północna           | Gol                          | 3:0                          | towarzyski                   |
| 2.                           | 30.04.2003                   | Bruksela                     | Belgia                       |                              | 1:3                          | towarzyski                   |
| 3.                           | 12.07.2004                   | Chicago                      | Stany Zjednoczone            |                              | 1:1                          | towarzyski                   |

## Kariera trenerska
Od 2019 roku prowadzi reprezentację Polski do lat 15.
Od 2022 członek sztabu szkoleniowego seniorskiej reprezentacji Polski u boku Czesława Michniewicza.